# .fm
A .fm a Mikronéziai Szövetségi Államok internetes legfelső szintű tartomány kódja, melyet 1995-ben hoztak létre. Néhány fenntartott tartománynév (.com.fm, .net.fm, .org.fm stb.) kivételével bárki regisztrálhatja, aminek jövedelmét az államok élvezik. A tartománynév népszerű, és ezért értékes, mivel emlékeztet az FM rádiósávra.